# Overdrive (effet)

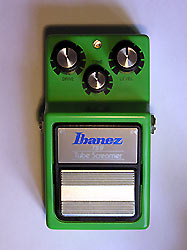
Une pédale d'overdrive pour guitare (Ibanez TS-9).

Pour les articles homonymes, voir Overdrive.
L'overdrive est le nom donné à un effet audio ayant pour but de recréer la saturation d'un amplificateur pour guitare électrique poussé à ses limites de gain. Il présente généralement moins de gain qu'une distorsion.
L'overdrive se réalise en général sous forme de pédale pour guitare électrique (la plupart du temps analogique, mais également numérique), mais peut se trouver sous forme de plugin audio dans une station audionumérique ou sur un synthétiseur numérique.

## Utilisation
L'overdrive s'emploie en général dans le blues et le rock qui en dérive pour donner un son chaud et puissant, mais se retrouve également dans différents styles de musique rock (grunge, metal, etc.). Les pédales d'overdrive peuvent être utilisées sur un ampli en son clair, ainsi que pour booster (augmenter le gain) d'un ampli déjà saturé. Cette technique est très utilisée notamment dans le metal.
L'overdrive est l'une des pédales d'effet les plus populaires au monde.

Quelques overdrives
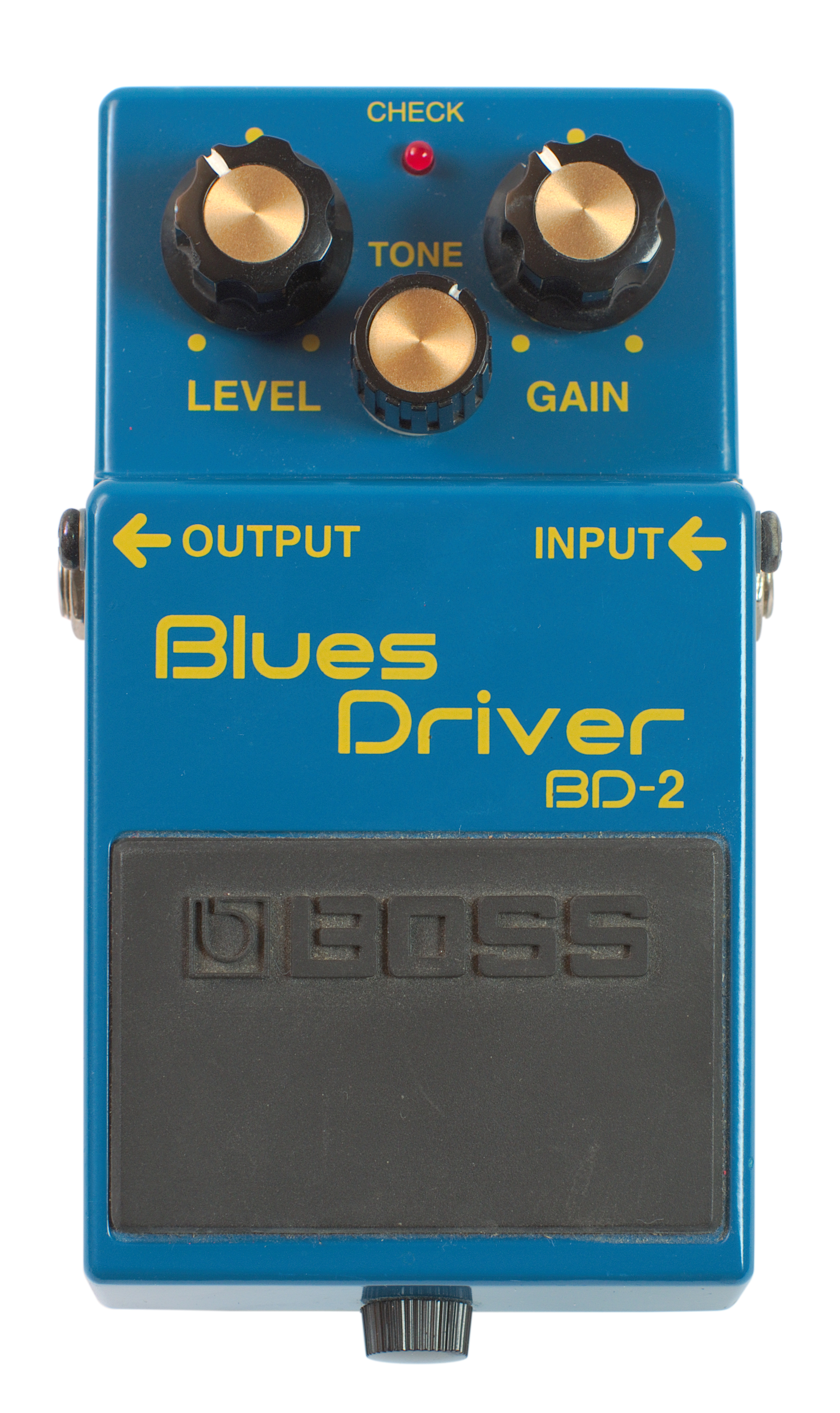
Boss Blues Driver BD-2
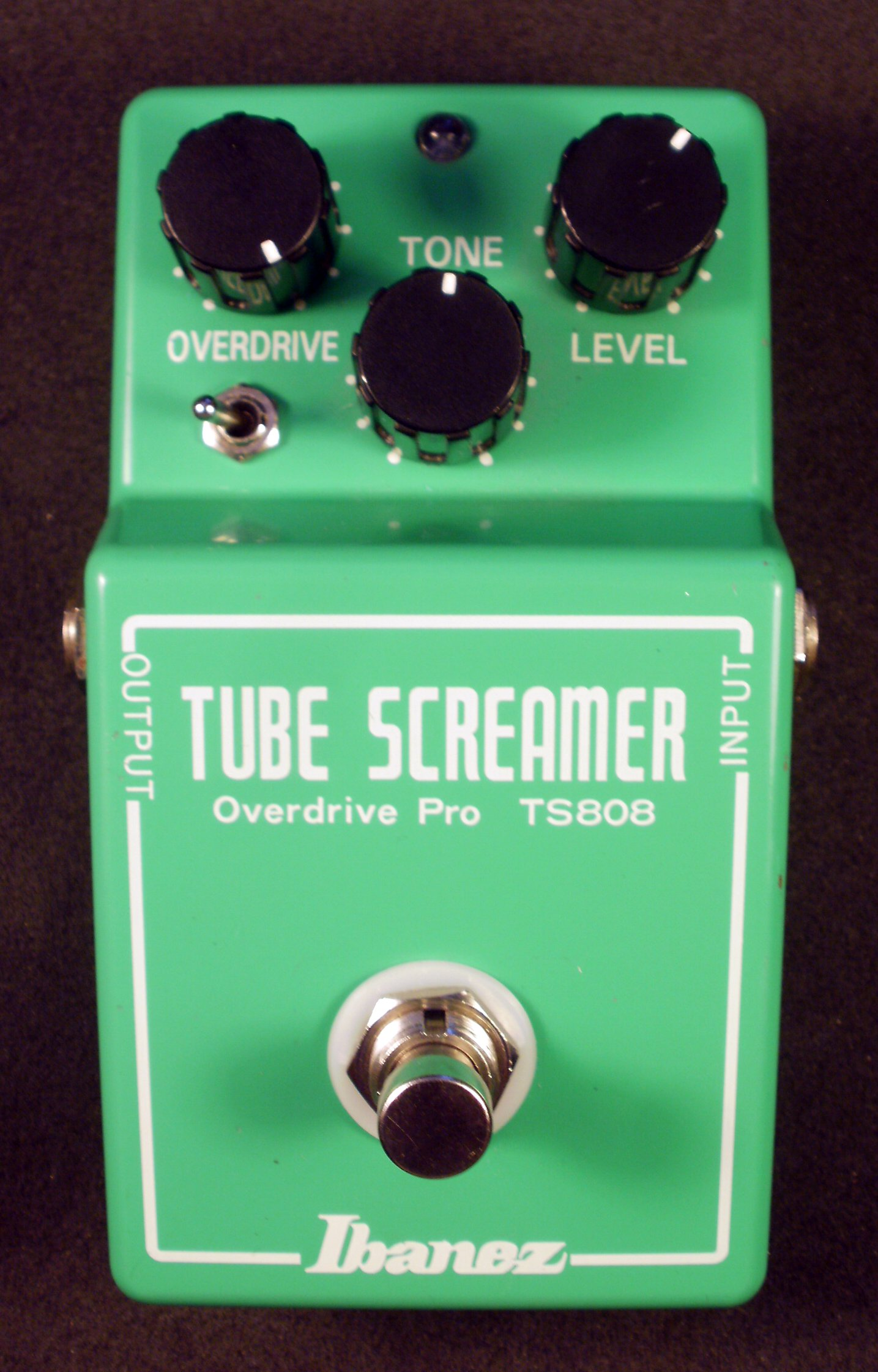
Tube Screamer TS808 par Ibanez
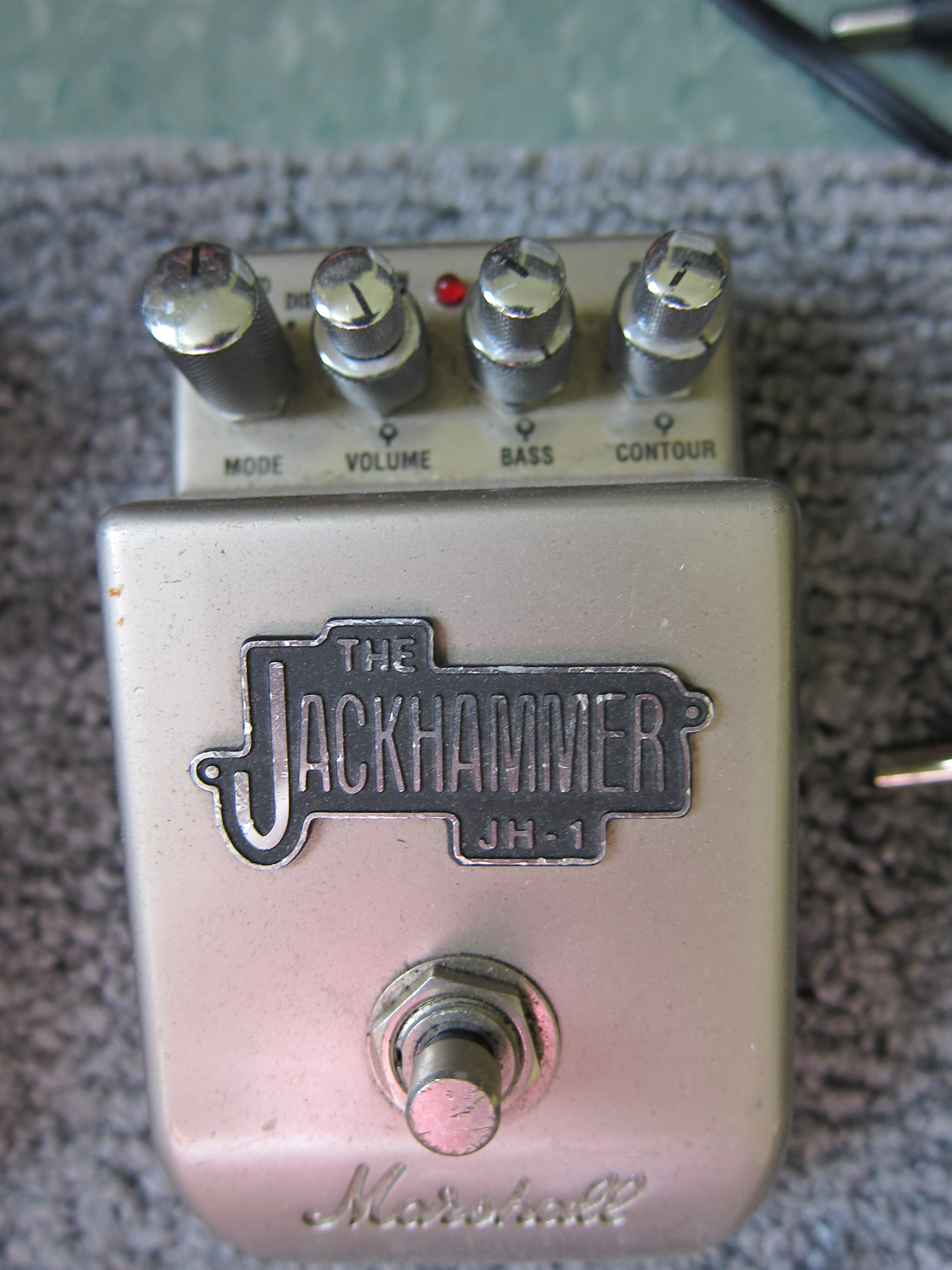
Marshall JH-1 The Jackhammer
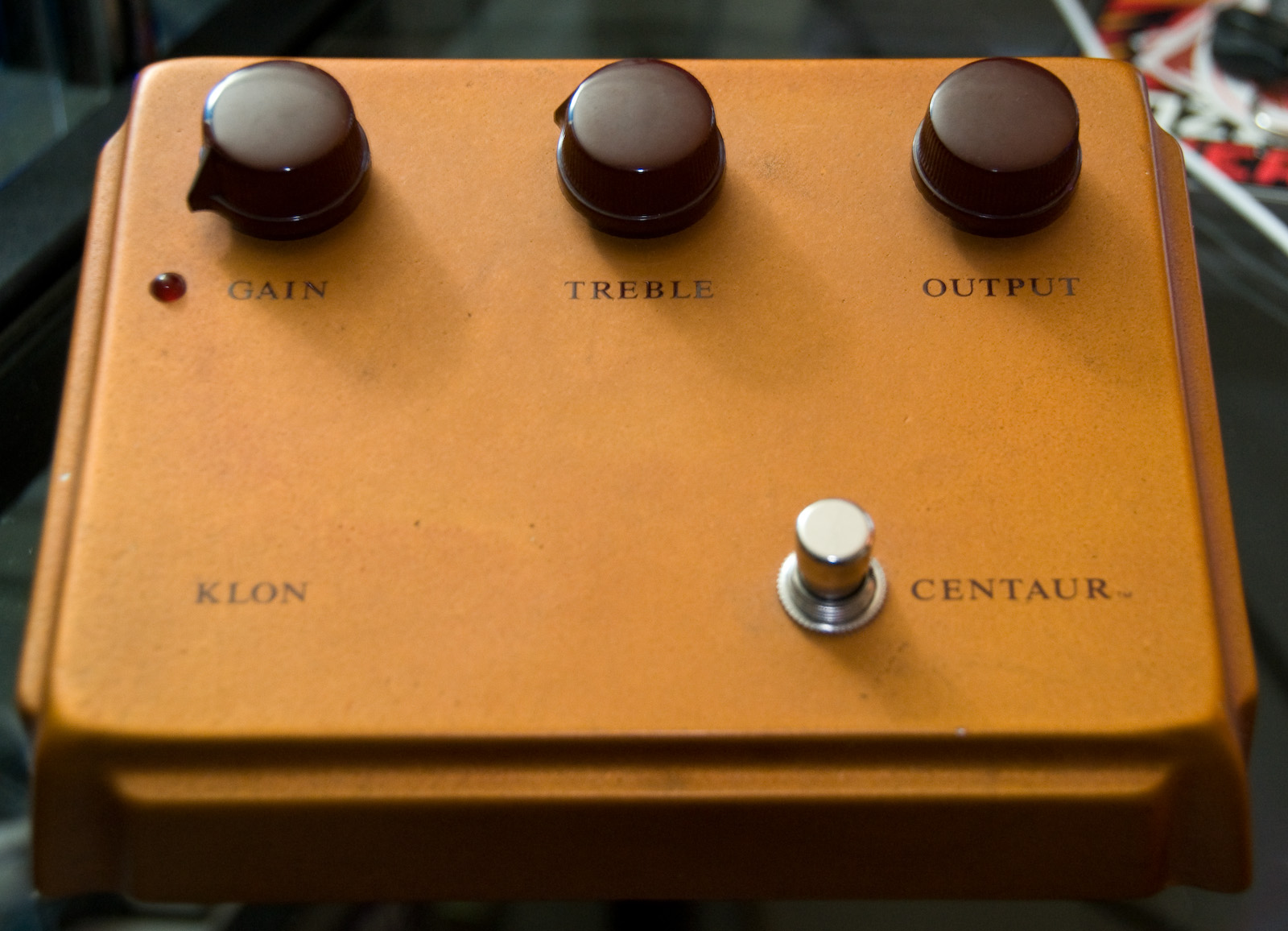
Klon Centaur